# Odolanów
Odolanów (in tedesco Adelnau) è un comune urbano-rurale polacco del distretto di Ostrów Wielkopolski, nel voivodato della Grande Polonia.
Ricopre una superficie di 136,03 km² e nel 2004 contava 13 825 abitanti.